# スターシップ・トゥルーパーズ・クロニクルズ
『スターシップ・トゥルーパーズ・クロニクルズ』（原題：ROUGHNECKS：The Starship Troopers chronicles）は、1999年に製作されたアメリカのCGアニメのTVシリーズ。

## 概要
1997年製作の映画『スターシップ・トゥルーパーズ』（ポール・バーホーベン監督）を元にしたCGアニメのTVシリーズ版。製作にバーホーベンが関わっており、映画『スターシップ・トゥルーパーズ』の登場人物が活躍している。
低視聴率と資金不足により、最終3話が製作されずに打ち切られ、未完である。

## 映画版との相違
子供向けに作成されているため、ブラックユーモアは一切ない。そのため、原作の右傾描写に近い。
登場人物、デザイン、基本設定など近似点も非常に多いが、映画版に見られた滑稽なまでのプロパガンダCMや、前時代的な軍隊描写、グロテスクな殺戮シーンなどの反戦メッセージはなく、映像の大半がゲーム感覚の戦闘シーンである。
主人公を中心とした三角関係についてもストーリーに盛り込まれているが、映画版のような滑稽な恋愛描写はない。
ROUGHNECKS＝「愚連隊」について、映画ではマイケル・アイアンサイド演じるジーン・ラズチャック中尉を隊長とした人員数・50名以上と見られる小隊だが、アニメ版ではジーン・レイザック隊長（中尉）が率いる少数精鋭「アルファ・チーム（言うなれば、A班）」となっている。
原作小説にあった「痩せっぽちども」と思われるトフェット人・スキニーが登場する。またトフェット作戦以降は地球人類と同盟を結び、彼らが恒星間航行が可能な宇宙船・軍艦等を持たないことなどから、地球連邦軍に参画する。主人公たちのアルファ・チームにも、軍人のトファイ（元）大佐が配属され、トファイ一等兵として共に戦ってゆく。
地球人類はバグズのことを当初、他星系からの生命体でなく、冥王星に突如として大発生した害虫のようなものと考えていた。

## 主な登場人物
- ジョニー・リコ
- ジーン・レイザック
- ディジー（イザベル）・フローレス
- カール・ジェンキンス
- ジェフ・ゴサード
- ドク・ラクロア
- ブルート
- ロバート・ヒギンズ
- トファイ
- カルメン・イバネス
- ズィム
- レッドウィング将軍
- ザンダー・バーカロウ

## シリーズ
国内盤DVDの掲題参照。
1シリーズにつき5話のエピソードで構成される。「追撃作戦」に関しては1話分（約21分・op/ed込み）となっているが、同時に番外編・4編（各21分前後）が収録されている。
- 「冥王星作戦」
- 「ハイドーラ作戦」
- 「トフェット作戦」
- 「テスカ作戦」
- 「ゼファー作戦」
- 「クレンダス作戦」
- 「追撃作戦」
- 「地球作戦」

「地球作戦」で作成予定だったエピソード3話は以下の通り。
- Gates of Hell
- Circle of the Damned
- Final Inferno